# Трушівська волость
Трушівська волость — адміністративно-територіальна одиниця Чигиринського повіту Київської губернії з центром у селі Трушівці.
Станом на 1886 рік складалася з 4 поселень, 2 сільських громад. Населення — 4317 осіб (2136 чоловічої статі та 2181 — жіночої), 876 дворових господарств.
|                     | Площа, десятин | У тому числі орної, десятин |
| ------------------- | -------------- | --------------------------- |
| Сільських громад    | 4663           | 2297                        |
| Приватної власності | —              | —                           |
| Іншої власності     | 72             | 60                          |
| Загалом             | 4735           | 2357                        |

Поселення волості:
- Трушівці — колишнє державне село при річці Тясмин за 22 версти від повітового міста, 2650 осіб, 530 двори, православна церква, школа, 4 постоялих будинки. За 7 верст — поштова станція Худоліївка.
- Худоліївка — колишнє державне село, 1600 осіб, 341 двір, православна церква, школа, постоялий будинок.